# St Neots Town FC
St Neots Town FC is een voetbalclub uit St. Neots, Engeland, opgericht in 1879. De club speelt anno 2020 in de Southern Football League.

## Bekende (oud-)trainers
- Steve Lomas

## Erelijst
- Southern Football League Division One Central (1) : 2011-2012
- Southern Football League League Cup (1) : 2013-2014
- United Counties League Premier Division (2) : 1967-1968, 2010-2011
- United Counties League Division One (1) : 1994-1995
- United Counties League League Cup (2) : 1967–68, 1968–69
- Metropolitan League (1) : 1949-1950
- Metropolitan League League Cup (1) : 1949–1950
- Metropolitan League Professional Cup (1) : 1964-1965
- South Midlands League (1) : 1932-1933
- Huntingdonshire League (4) : 1990–1991, 1991–1992, 1992–1993, 1993–1994
- Huntingdonshire Senior Cup (38) : 1888–1889, 1892–1893, 1894–1895, 1895–1896, 1896–1897, 1901–1902, 1924–1925, 1927–1928, 1935–1936, 1936–1937, 1937–1938, 1938–1939, 1953–1954, 1955–1956, 1957–1958, 1958–1959, 1959–1960, 1960–1961, 1961–1962, 1962–1963, 1963–1964, 1964–1965, 1965–1966, 1966–1967, 1967–1968, 1968–1969, 1970–1971, 1971–1972, 1973–1974, 1976–1977, 1977–1978, 1979–1980, 1980–1981, 1997–1998, 2009–2010, 2010–2011, 2012–2013, 2013–2014
- Hinchingbrooke Cup (1) : 2011-2012
- Fellowes Cup (1) : 1901-1902